# Atlanta Chiefs 1968
Questa pagina raccoglie i dati riguardanti gli Atlanta Chiefs nelle competizioni ufficiali della stagione 1968.

## Stagione
La rosa della stagione precedente venne in gran parte confermata, rinforzata da alcuni giocatori canadesi e soprattutto dallo scozzese Willie McIntosh e il sudafricano Kaizer Motaung.
Gli Chiefs si aggiudicheranno il torneo grazie alla vittoria in finale contro il San Diego Toros.
L'allenatore Phil Woosnam e l'attaccante Motaung furono nominati rispettivamente miglior allenatore e miglior esordiente del torneo.

## Organigramma societario
Area direttiva
- Proprietario: Atlanta Braves, inc
- General Manager: Phil Woosnam
- Coordinatore amministrazione: Eric Woodward
- Direttore sviluppo calcio: Dave Haase

Area tecnica
- Allenatore: Phil Woosnam
- Assistente allenatore: Peter McParland
- Assistente Team Manger: Vic Crowe

## Rosa
| N. |                              | Ruolo | Calciatore     |
| -- | ---------------------------- | ----- | -------------- |
| 1  | Svezia (bandiera)            | P     | Sven Lindberg  |
| 2  | Galles (bandiera)            | P     | Vic Rouse      |
| 3  | Inghilterra (bandiera)       | D     | John Cocking   |
| 4  | Galles (bandiera)            | C     | Vic Crowe      |
| 5  | Ghana (bandiera)             | C     | Willie Evans   |
| 6  | Inghilterra (bandiera)       | D     | Gordon Ferry   |
| 7  | Galles (bandiera)            | D     | Brian Hughes   |
| 8  | Trinidad e Tobago (bandiera) | C     | Bertrand Grell |
| 9  | Canada (bandiera)            | C     | Nick Papadakis |
| 10 | Giamaica (bandiera)          | C     | Delroy Scott   |
| 12 | Inghilterra (bandiera)       | A     | Ray Bloomfield |

| N. |                              | Ruolo | Calciatore       |
| -- | ---------------------------- | ----- | ---------------- |
| 13 | Inghilterra (bandiera)       | A     | Ron Newman       |
| 14 | Zambia (bandiera)            | A     | Emment Kapengwe  |
| 15 | Irlanda del Nord (bandiera)  | A     | Peter McParland  |
| 16 | Zambia (bandiera)            | A     | Freddie Mwila    |
| 17 | Galles (bandiera)            | A     | Phil Woosnam     |
| 18 | Inghilterra (bandiera)       | A     | Graham Newton    |
| 20 | Trinidad e Tobago (bandiera) | A     | Everald Cummings |
| 21 | Canada (bandiera)            | A     | Harold Hansen    |
| 22 | Scozia (bandiera)            | A     | Willie McIntosh  |
| 23 | Giamaica (bandiera)          | A     | Allan Cole       |
| 24 | Sudafrica (bandiera)         | A     | Kaizer Motaung   |